# Down on Abby
Down on Abby: Tales from Bottomley Manor ist eine britische Porno-Parodie auf die britische Fernsehserie Downton Abbey, der von Harmony Films produziert wurde. Regie führte Gazzman. Der Film wurde im Jahr 2014 auf DVD veröffentlicht.

## Handlung
Down on Abby spielt im Bottomley Manor, wo Lord und Lady Grabhem und ihre Stieftöchter Abby und Fanny leben. Der Film folgt der Familie der oberen Klasse im Obergeschoss und Mitgliedern des Arbeiterkollektives im Erdgeschoss, darunter Charaktere mit Namen wie Master Bates, während sie sich auf eine Dinnerparty vorbereiten. Als Gäste sind die Stiffies eingeladen.

## Medienberichtserstattung
Der Film sammelte seit der Ankündigung seiner Produktion mit Erwähnungen von Jimmy Fallon auf der Jimmy Fallon Show, Cosmopolitan, Time, The Sun-Herald und der Londoner Metro Aufmerksamkeit von der internationalen Mainstream-Presse sowie Medien für die Erwachsenenindustrie.
Stars der Hauptdarbietung Downton Abbey haben auch ihre Meinung zur Porno-Parodie geäußert. In einem Gespräch mit Conan O’Brien sagte Michelle Dockery über ihre „Pornodoppelgängerin“ Lexi Lowe, indem sie auf Lowe auf dem Cover deutete: „Das bin ich, richtig, die mit den extrem großen Brüsten.“
Hugh Bonneville wurde auch über seine Meinung von Down on Abby von Brad Blanks auf dem roten Teppich der Premiere von The Monuments Men in New York City befragt. Als Bonnevile der Titel mitgeteilt wurde, sagte er „das ist urkomisch“, bevor er Bob Balaban scherzhaft fragte, ob er Regie geführt hatte. Balaban antwortete, dass er der Regieassistent gewesen sei. Bonnevile sagte, dass er „es nicht erwarten kann, es zu sehen“ und dass er die Crew von Downton Abbey um eine Samstagnacht-Veranstaltung kümmern würde.

## Hardcoreszenen
- Scene 1. Jasmine Jae, Tony De Sergio
- Scene 2. Lexi Lowe, Clarke Kent, Tony De Sergio
- Scene 3. Cathy Heaven, Emma Leigh, Demetri XXX
- Scene 4. Ava Dalush, Jasmine Jae
- Scene 5. Jasmine James, Jess West, Lexi Lowe, Clarke Kent, Ryan Ryder

## Nominierungen
Der Film wurde bei den AVN Awards 2015 in den folgenden Kategorien nominiert: „Best Foreign Feature“, „Best Cinematography“, „Best Non-Sex Performance, Ben Dover“, „Best Director: Foreign Feature: Gazzman“ und „Best Sex Scene in a Foreign-Shot Production: Cathy Heaven, Demetri XXX, Emma Leigh“.